# Attalens

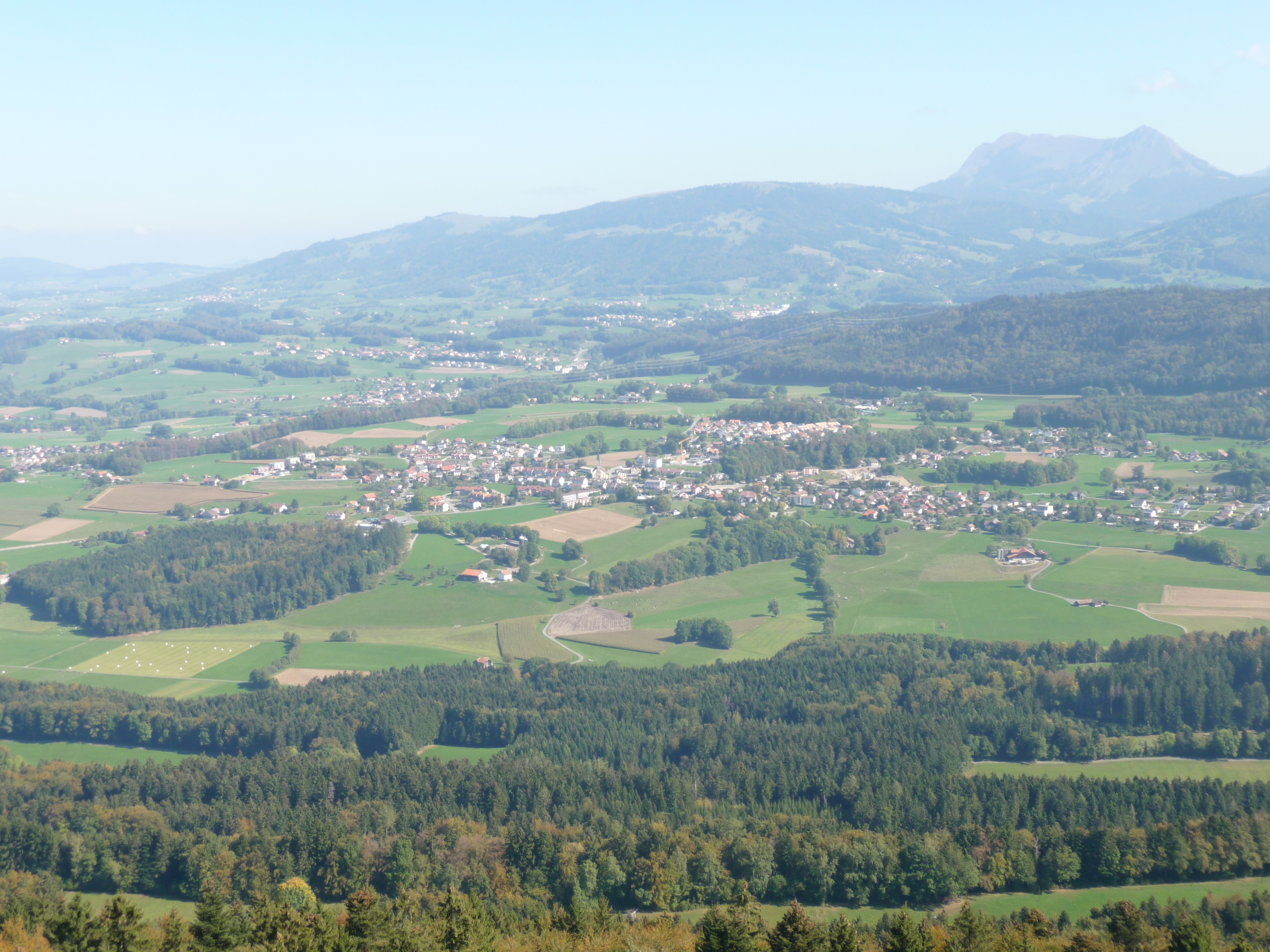
Ansicht aus 2009

Attalens (Freiburger Patois Atalinⓘ) ist eine politische Gemeinde im Bezirk Veveyse (dt. Vivisbach) des Kantons Freiburg in der Schweiz.  

## Geographie
Ausser der Ortschaft Attalens selbst umfasst das Gebiet der südlichst gelegenen Gemeinde des Kantons Freiburg die Dörfer Vuarat und Tatroz sowie die Weiler Corcelles und Rombuet. Das Gebiet liegt in einem Tal, das vom Rhonegletscher zwischen dem Mont Vuarat und dem Mont Pèlerin überformt wurde. Die Gewässer fliessen von der Wasserscheide aus gesehen einerseits nach Süden zum Genfersee, anderseits nach Norden zur Broye, die Biorda ist der grösste Bach auf dem Gemeindegebiet.
Die Nachbargemeinden von Attalens sind Bossonnens, Granges (Veveyse) und Remaufens im Kanton Freiburg und Chardonne, Jongny, Corsier-sur-Vevey und Oron im Kanton Waadt.
Der tiefste Punkt des Gemeindegebiets liegt mit 701 m ü. M. in Franex an der Broye, der höchste mit 984 m ü. M. auf dem Mont Vuarat.

## Bevölkerung
Die Bevölkerung von Attalens nahm im 19. und 20. Jahrhundert kontinuierlich zu und erreichte den Stand von mehr als 3600 Einwohnern. Die Hauptsprache ist Französisch und die Mehrheit der Bevölkerung römisch-katholisch.
Einwohnerzahlen: Volkszählungsdaten

## Politik
Alle fünf Jahre wählt die Gemeinde den 30-köpfigen Generalrat (Legislative) und den Gemeinderat mit sieben Mitgliedern (Exekutive).
Bei den Gemeinderatswahlen 2021 erhielt das Bündnis Entente Communale de Droite (ECD) 9 Sitze, das Bündnis Attalens Ouverture Social Ecologie (OSE) 10 Sitze, die Alliance des Citoyens d’Attalens (ACA) 5 Sitze und die CVP (Le Centre) 6 Sitze.

## Wirtschaft
Fast 50 % der Beschäftigten arbeitet im Dienstleistungssektor. Viele neue Haushalte vor allem aus der Region Lausanne haben sich in den letzten Jahren in Attalens angesiedelt. Dies hat wiederum die Bautätigkeit stark gefördert und stellt die Gemeinde vor neue Herausforderungen.

## Verkehr
Attalens liegt an der Hauptstrasse 193 von Jongny nach Bossonnens. Durch Buslinien, die zwischen Vevey, Palézieux und Bossonnens verkehren, ist Attalens an das Netz des öffentlichen Verkehrs angebunden.

## Geschichte
Die Entdeckung einer römischen Strasse und burgundischer Gräber bezeugen, dass Attalens seit der Antike besiedelt ist. Attalens wird im Jahr 867 als Haltningum erstmals schriftlich erwähnt. Im Mittelalter stritten sich die Herzöge von Savoyen und die Lehnsherren von Oron um den Besitz von Attalens. Zuletzt wurde es vom Haus De Challant übernommen. Dieses, verschuldet, verkaufte den Besitz an Freiburg im Jahre 1615. Attalens wurde zur Vogtei bis 1798.
Nach der Niederlage des Kantons Freiburg im Sonderbundskrieg von 1847 wurde der weltliche Kirchenbesitz in Attalens auf Druck der neu eingesetzten Kantonsregierung verkauft. Ein Interessent aus dem Kanton Waadt erwarb den Weinberg der Pfarrei.

## Persönlichkeiten
- Placide Colliard (1876–1920), römisch-katholischer Geistlicher, Bischof von Lausanne und Genf 1915–1920
- Emile Savoy (1877–1935), Politiker